# Järnlunga

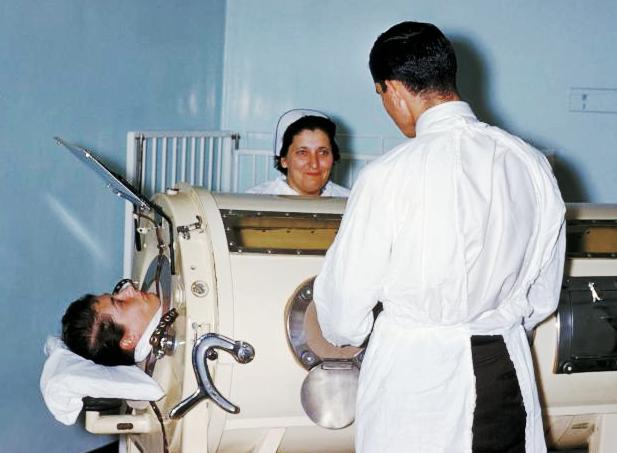
En man i en järnlunga under en polioepidemi i Rhode Island, 1960

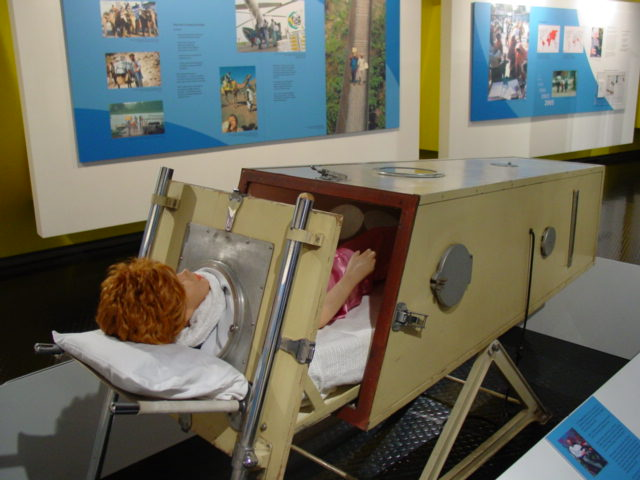
Järnlunga på National Museum of Australia

Järnlunga är ett hjälpmedel för andning framtaget i mitten av 1900-talet. Den har successivt ersatts av respiratorn. 
Järnlungan består av en cylinder som omsluter personen som ska behandlas. I ena änden av cylinden finns en genomföring som sluter tätt kring personens hals.
På detta sätt finns hela personen utom huvudet i en egen avskild kammare där trycket kan kontrolleras.
Med hjälp av en luftpump skapas ett undertryck i cylindern vilket leder till att bröstkorgen vidgas och luft dras ner i luftvägarna. I nästa ögonblick släpps luft åter in i cylindern varvid undertrycket minskar och personen andas ut.
Förloppet upprepas med en frekvens som efterliknar den naturliga andningen.
Järnlungor har använts bland annat för barn som blivit allvarligt förlamade av polio. En känd användare är den amerikanske juristen Paul Alexander (1946–2024) som alltsedan han 1952 som sex-åring insjuknade i polio levt största delen av sitt liv med daglig vistelse i sin järnlunga.